# Numen: Contest of Heroes
Numen: Contest of Heroes est un jeu vidéo de type action-RPG développé et édité par Cinemax, sorti en 2014 sur Windows.

## Accueil
- Eurogamer Italie : 7/10[1]